# Retrograde vorming

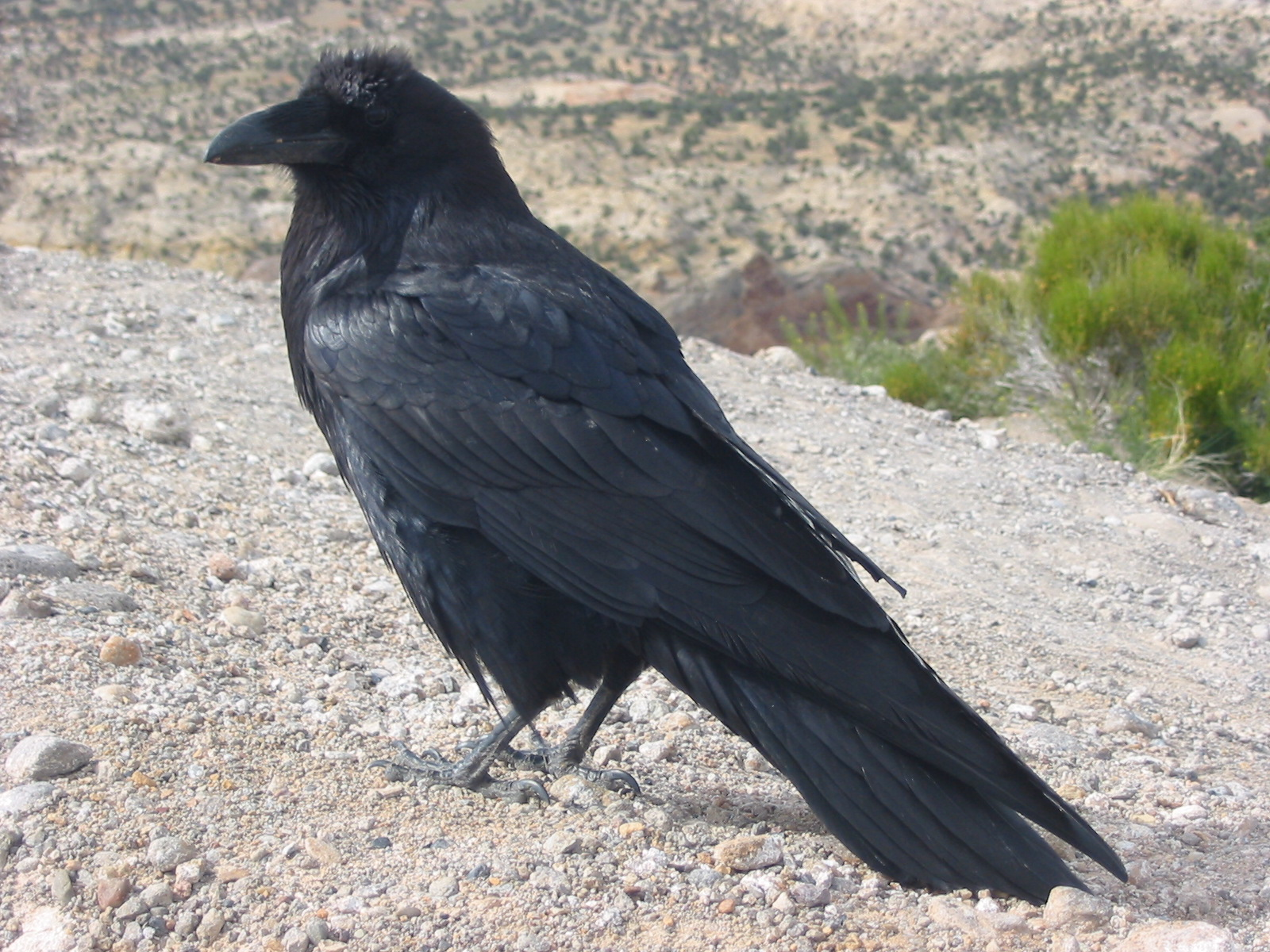
Oorspronkelijk was dit één raven

Retrograde vorming of terugvorming is een woordvormingsproces waarbij neologismen worden gevormd door de weglating van achtervoegsels en voorvoegsels of vermeende achter- of voorvoegsels. Vaak betreft het hier de nieuwvorming van zelfstandige naamwoorden of werkwoorden, waarbij een bestaande grammaticale regel dus wordt uitgebreid naar nieuwe gevallen waarop die regel eigenlijk helemaal niet van toepassing is. Retrograde vorming kan het gevolg zijn van de herinterpretatie van woordelementen als meervoudsuitgangen, waardoor nieuwe enkelvouden ontstaan (een vorm van metanalyse). Taalkundige analogie speelt hierbij altijd een cruciale rol.

## Bewuste retrograde vorming
Vaak ontstaan dergelijke vormen "vanzelf", maar in andere gevallen is sprake van een bewuste introductie van een neologisme. Het woord bouwval is daar een voorbeeld van (het wordt toegeschreven aan P.C. Hooft). Of zulke nieuwe woorden kans van slagen hebben, is onvoorspelbaar. Soms hebben ze, zeker in het begin, vooral een komisch effect. Van dat effect wordt gebruikgemaakt door cabaretiers als Herman Finkers: zijn "zij lijkt mij niet erg nozel" bevat een bewuste retrograde vorming uit onnozel.
In andere talen is retrograde vorming bewust en met succes toegepast om neologismen te creëren en zo leenwoorden te verdringen.

## Voorbeelden

### Nederlands
Op deze wijze ontstonden in het Nederlands zeis uit zeisen, raaf uit raven en aalmoes uit aalmoezen. In deze gevallen duidde -en oorspronkelijk niet op meervoud, maar werd het door analogiewerking wel zo opgevat. Dit soort vormen kan worden opgevat als het spiegelbeeld van stapelmeervouden, die op een soortgelijke manier ontstaan: daar zijn geen niet-bestaande meervoudsuitgangen als meervouden opgevat, maar zijn omgekeerd bestaande meervoudsuitgangen niet als meervouden herkend.
In andere gevallen liggen aan de retrograde vorming elementen ten grondslag die daadwerkelijk voor- of achtervoegsels zijn. Dat is het geval bij woorden als eenvoud (uit eenvoudig) en bouwval (uit bouwvallig). Het Duits is zeer rijk aan dergelijke retrograde vormen: voorbeelden zijn Gebühr (uit gebührlich), Blödsinn (uit blödsinnig) en Heft (als schrift, uit heften). Het woord dank is zowel in het Nederlands als in het Duits (Dank) een retrograde vorming uit denken.

### Engels
In het Engels komt het verschijnsel vooral voor bij samenstellingen, maar ook in andere woorden.
In het Engels bestonden de bijvoeglijk naamwoorden grotty ("vuil, armoedig") en greedy ("gulzig") eerder dan de zelfstandige naamwoorden grot ("vuil, viezigheid") en greed ("gulzigheid, hebzucht"). Grotty was oorspronkelijk de verkorte vorm van het aan het Italiaans ontleende grotesque, maar veel Engelstaligen meenden in de eindklank het achtervoegsel -y te herkennen, waaruit Engelse bijvoeglijke naamwoorden van zelfstandige naamwoorden worden afgeleid (zoals beefy en bloody). Zodoende ontstond - vermoedelijk in de jaren 70 van de 20e eeuw - het nieuwe zelfstandige naamwoord grot. Op een soortgelijke manier werd in de 17e eeuw het zelfstandig naamwoord greed gevormd op basis van greedy.
Ook sommige Engelse werkwoorden, zoals edit en legislate, zijn gevormd doordat het productieve achtervoegsel -or (als in govern-or, vend-or, survey-or etc.) in de 18e eeuw tevens werd gezien in de woorden editor en legislator, die in werkelijkheid rechtstreeks aan het Latijn ontleend zijn. Het woord voor "schrijfmachine" werd samengesteld uit type + writer, en uit typewriter ontstond weer door middel van retrograde vorming het werkwoord to typewrite.
Terugvorming kan ook binnen een en dezelfde lexicale categorie plaatsvinden. Het Engelse woord voor kers, cherry, is een afleiding van het Franse cherise, dat in de 14e eeuw als een Engels meervoud werd opgevat vanwege de -s aan het einde.. Op dezelfde manier werd het Engelse pease ("erwt", vgl. het Franse pois) in het moderne Engels pea, waarbij dus een vergelijkbaar procedé is gevolgd als bij het Nederlandse raaf, zeis en aalmoes (zie boven).

### Hongaars
Het Hongaars kent een groot aantal veel voorkomende woorden die op kunstmatige wijze zijn geïntroduceerd door de 18de-eeuwse taalvernieuwingsbeweging om leenwoorden te verdringen: zene (muziek), ábra (afbeelding), vád (aanklacht), rajz (tekening) en eskü (eed) zijn slechts enkele voorbeelden.

## Verwante begrippen
Het tegenovergestelde verschijnsel heet suffigering respectievelijk prefigering.